# Aca-fan
L'aca-fan (ou « chercheur fan », « fan académique ») est un concept dans le domaine des sciences de l’information et de la communication. Le terme désigne un universitaire qui étudie les fans et qui se définit fan lui-même. 

## Histoire

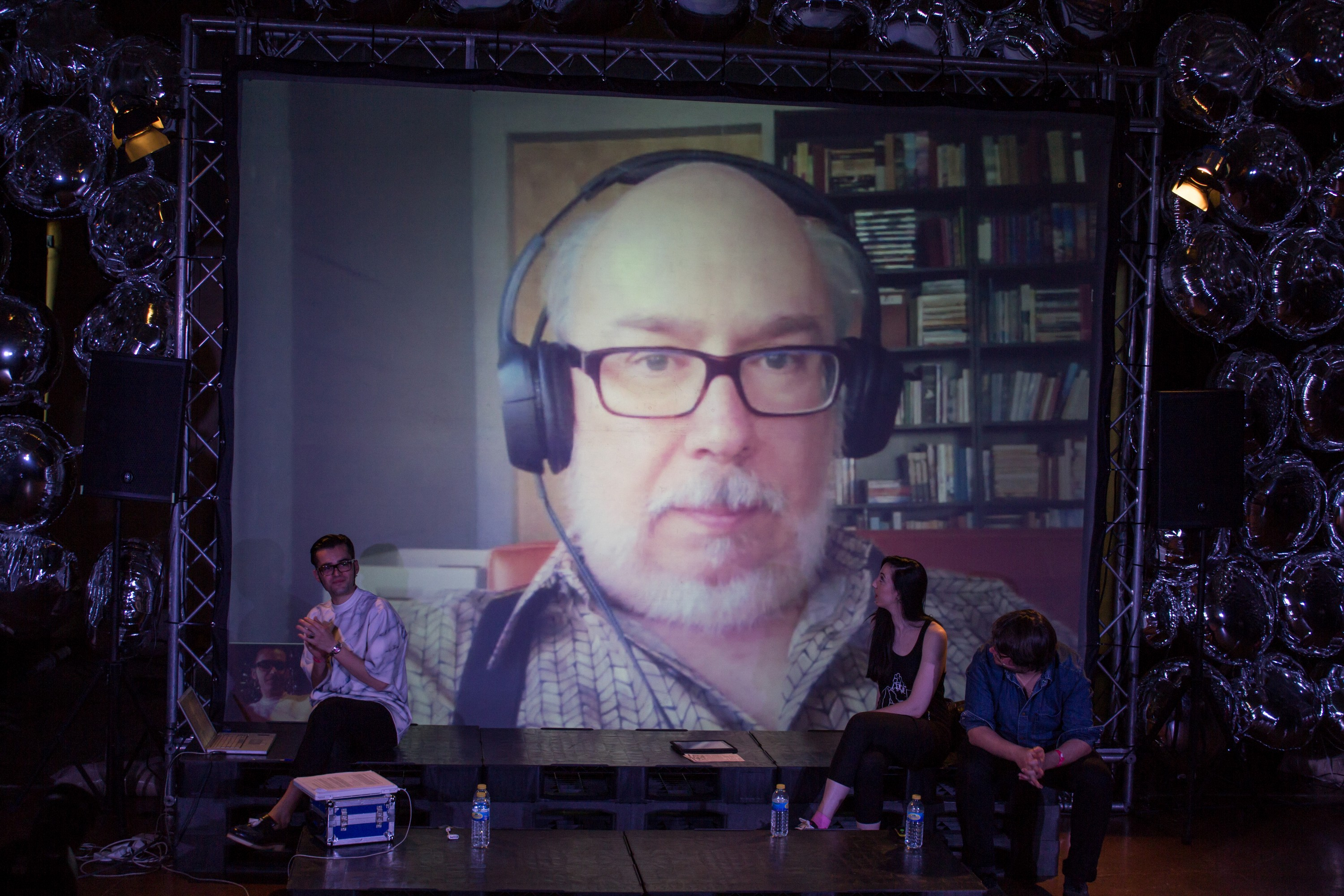
Henry Jenkins, un des premiers aca-fans

Le concept trouve ses sources dans les fans studies. À partir des années 1980, les études culturelles ont en effet légitimé les travaux de recherches sur les communautés de fans. Des chercheurs comme Camille Bacon-Smith et Henry Jenkins les ont alors placés au centre de leurs recherches[réf. nécessaire].
Le terme a été créé par Matt Hills, dans son ouvrage Fan Cultures, en 2002. Il est le diminutif de « academic fan ». Henry Jenkins est le premier universitaire qui a déclaré être un fan, dès 1992, dans Textual Poachers. Il a également popularisé le terme à travers son blog Confessions of an aca-fan. 
La position de l'aca-fan est utile dans le champ des fan studies. 

## Caractéristiques

### Prise de distance
La question de la prise de distance du chercheur sur son objet d'étude n'est pas nouvelle. Elle se pose depuis longtemps, notamment en ethnologie. Certaines disciplines sont plus concernées que d'autres par la question de l'objectivité du chercheur engagé au sein de la communauté (« on se demande rarement, par exemple, si un spécialiste de Balzac est trop investi émotionnellement dans son objet d’étude pour l’étudier correctement »).

### Conciliation du discours académique et profane
Au sein des fandoms, les fans produisent des analyses profanes de leurs pratiques. Il convient donc au chercheur de concilier ce type de discours à la sphère académique. « Ce travail de conciliation de deux types de discours a priori distincts, et les paradoxes qu’il implique, est central à la définition de l’aca-fan ». L'aca-fan produit donc une analyse co-construite avec ses sujets.